# Jean-François Luypaert
Jean-François Luypaert (Vilvoorde, 6 juni 1893 - Oostende, 4 november 1954) was een Belgisch kunstschilder.

## Familiekundige gegevens
- Zoon van Jean-François Luypaert en Anna-Catherina Derauw
- Gehuwd met Emma Debled

## Levensloop
Luypaert was onderwijzer van beroep maar cultiveerde tegelijk zijn artistieke talent door te gaan tekenen in en rond zijn geboortestad en door lessen te volgen bij Louis Titz aan de Academie in Brussel.
Hij schilderde landschappen en interieurs van oude gebouwen zoals het Rubenshuis in Antwerpen, de Bijloke in Gent, het Erasmushuis in Anderlecht, of van oude huizen in Lo of Veurne, enz.
Na zijn opruststelling vestigde hij zich in Koksijde, Kursaallaan 39. Hij schilderde nu veel aan de kust en in de Westhoek. In een oude molen afkomstig uit Houtem die de gemeente Koksijde had heropgebouwd nabij de Duinenabdij, installeerde hij een atelier. Hij had ook een atelier in Veurne.
Enkele jaren voor zijn overlijden ging hij ook schilderen aan de Azurenkust.
Hij was lid van de Portaelskring in Vilvoorde en stelde regelmatig tentoon in de groepstentoonstellingen van deze kring.
Hij overleed in 1954 in het H. Hartziekenhuis in Oostende.
In november 1955 was er een retrospectieve van zijn werk in het Maison des Arts in Schaarbeek., als ook in Koksijde in de Koeunenkapel in 1993 ter gelegenheid van de 100ste verjaardag van zijn geboorte en in 2004 voor de 50ste verjaardag van zijn dood.
Hij nam 3 keer deel aan het "Salon des Artistes" in Parijs en behaalde in 1949 een "Mention honorable", in 1950 behaalde hij dan "La médaille d'Or", en zijn derde deelname werd bekroond met de "Prix de l'Yser".
Als beloning voor deze prijzen ontving hij van het Ministerie van Kultuur het ereteken van "Ridder in de Orde van Leopold".